# 1964 год в спорте
Список 1964 год в спорте перечисляет спортивные события, произошедшие в 1964 году.

## СССР
- Чемпионат СССР по боксу 1964;
- Чемпионат СССР по вольной борьбе 1964;
- Чемпионат СССР по классической борьбе 1964;
- Чемпионат СССР по лёгкой атлетике 1964;
- Чемпионат СССР по самбо 1964;
- Чемпионат СССР по русским шашкам 1964;
- Чемпионат СССР по хоккею с мячом 1963/1964;

### Баскетбол
Созданы клубы:
- «Летувос Ритас»;
- «Нептунас»;

### Футбол
- Кубок СССР по футболу 1964;
- Чемпионат Латвийской ССР по футболу 1964;
- Чемпионат СССР по футболу 1964;
- ФК «Динамо» Целиноград в сезоне 1964;
- ФК «Спартак» Москва в сезоне 1964;
- Созданы клубы:
  - «Андижан»;
  - «Астана-1964»;
  - «Неман» (Гродно);
  - «Политехника» (Кишинёв);
  - «Рыбник»;
  - «Спартак» (Семей);
  - «Титан»;
  - «Экранас»;
  - «Модбери Джетс»
- Расформирован клуб «Темп» (Киев);

### Хоккей с шайбой
- Чемпионат СССР по хоккею с шайбой 1963/1964;
- Чемпионат СССР по хоккею с шайбой 1964/1965;
- Матчи сборной СССР по хоккею с шайбой (1960—1964);

### Шахматы
- Командный чемпионат СССР по шахматной композиции 1963/1964;
- Чемпионат СССР по шахматам 1964/1965;

## Международные события
- Зимняя Универсиада 1964;
- Летние Паралимпийские игры 1964;
  - Снукер на летних Паралимпийских играх 1964;
- Чемпионат Европы по баскетболу среди женщин 1964;
- Чемпионат Европы по тяжёлой атлетике 1964;
- Чемпионат Европы по фигурному катанию 1964;
- Чемпионат Южной Америки по волейболу среди женщин 1964;
- Чемпионат Южной Америки по волейболу среди мужчин 1964;

### Чемпионаты мира
- Чемпионат мира по баскетболу среди женщин 1964;
- Чемпионат мира по конькобежному спорту в классическом многоборье 1964;
- Чемпионат мира по снукеру 1964—1968;
- Чемпионат мира по фигурному катанию 1964;

### Зимние Олимпийские игры 1964
- Биатлон;
  - Индивидуальная гонка (мужчины);
- Бобслей;
- Горнолыжный спорт;
- Лыжные гонки;
- Прыжки с трамплина;
- Санный спорт;
  - Двойки;
  - Одиночки (женщины);
  - Одиночки (мужчины);
- Фигурное катание;
- Хоккей;
- Медальный зачёт;

### Летние Олимпийские игры 1964
- Академическая гребля;
- Баскетбол;
- Бокс;
- Борьба;
- Велоспорт;
- Водное поло;
- Волейбол;
- Квалификация;
- Гребля на байдарках и каноэ;
- Дзюдо;
- Конный спорт;
- Лёгкая атлетика;
- Прыжки в длину (мужчины);
- Парусный спорт;
- Плавание;
- Прыжки в воду;
- Спортивная гимнастика;
- Стрельба;
- Тяжёлая атлетика;
- Фехтование;
- Футбол;
- Хоккей на траве;
- Итоги летних Олимпийских игр 1964 года;
- Зелёный блок;
- Комадзава Олимпик;

### Баскетбол
- Кубок чемпионов ФИБА 1963/1964;
- Кубок чемпионов ФИБА 1964/1965;
- НБА в сезоне 1963/1964;
- НБА в сезоне 1964/1965;
- Чемпионат Европы по баскетболу среди женщин 1964;
- Чемпионат Италии по баскетболу 1963/1964;
- Чемпионат Италии по баскетболу 1964/1965;
- Чемпионат мира по баскетболу среди женщин 1964;

### Бейсбол
- Мировая серия 1964;
- МЛБ в сезоне 1964;
- Чемпионат Европы по бейсболу 1964;

### Футбол
- Матчи сборной СССР по футболу 1964;
- Кубок Азии по футболу 1964;
- Кубок европейских чемпионов 1963/1964;
  - Финал Кубка европейских чемпионов 1964;
- Кубок европейских чемпионов 1964/1965;
- Кубок Либертадорес 1964;
- Кубок обладателей кубков УЕФА 1963/1964;
  - Финал Кубка обладателей кубков УЕФА 1964;
- Кубок обладателей кубков УЕФА 1964/1965;
- Кубок чемпионов КОНКАКАФ 1964;
- Кубок ярмарок 1963/1964;
- Кубок ярмарок 1964/1965;
- Международный футбольный кубок 1963/1964;
- Международный футбольный кубок 1964/1965;
- Чемпионат Европы по футболу 1964;
  - Чемпионат Европы по футболу 1964 (отборочный турнир);
  - Чемпионат Европы по футболу 1964 (составы);
  - Финал чемпионата Европы по футболу 1964;

#### Национальные чемпионаты
- Кубок Испании по футболу 1963/1964;
- Кубок Испании по футболу 1964/1965;
- Финал Кубка шотландской лиги 1964;
- Чемпионат Албании по футболу 1963/1964;
- Чемпионат Албании по футболу 1964/1965;
- Чемпионат Египта по футболу 1963/1964;
- Чемпионат Египта по футболу 1964/1965;
- Чемпионат Ирландии по футболу 1963/1964;
- Чемпионат Ирландии по футболу 1964/1965;
- Чемпионат Испании по футболу 1963/1964;
- Чемпионат Испании по футболу 1964/1965;
- Чемпионат Кипра по футболу 1963/1964;
- Чемпионат Кипра по футболу 1964/1965;
- Чемпионат Колумбии по футболу 1964;
- Чемпионат Нидерландов по футболу 1963/1964;
- Чемпионат Нидерландов по футболу 1964/1965;
- Чемпионат Португалии по футболу 1963/1964;
- Чемпионат Португалии по футболу 1964/1965;
- Чемпионат Северной Ирландии по футболу 1963/1964;
- Чемпионат Северной Ирландии по футболу 1964/1965;
- Чемпионат Уругвая по футболу 1964;
- Чемпионат Франции по футболу 1963/1964;
- Чемпионат Франции по футболу 1964/1965;
- Чемпионат ФРГ по футболу 1963/1964;
- Чемпионат ФРГ по футболу 1964/1965;
- Чемпионат Швейцарии по футболу 1963/1964;
- Чемпионат Швейцарии по футболу 1964/1965;
- Созданы клубы:
  - «Армаг Сити»;
  - «АФК Леопардс»;
  - «Бенидорм»;
  - «Бильбао Атлетик»;
  - «Брондбю»;
  - «Вила Аурора»;
  - «Виртус»;
  - «Горно Лисиче»;
  - «Депортиво Ла-Корунья Б»;
  - «Камбюр»;
  - «Карабобо»;
  - «Катовице»;
  - «Кахамарка»;
  - «Лариса»;
  - «Майти Барол»;
  - «Металлург» (Скопье);
  - «Мускрон»;
  - «Омия Ардия»;
  - «Осасуна Б»;
  - «Оцелул»;
  - «Пансерраикос»;
  - «Хонда Лок»;
  - «Эль Насьональ»;

##### Англия
- Суперкубок Англии по футболу 1964;
- Финал Кубка Англии по футболу 1964;
- Футбольная лига Англии 1963/1964;
- Футбольная лига Англии 1964/1965;
- Созданы клубы:
  - «Гарфорт Таун»;
  - «Истборн Боро»;

### Хоккей с шайбой
- Драфт НХЛ 1964;
- Матч всех звёзд НХЛ 1964;
- НХЛ в сезоне 1963/1964;
- НХЛ в сезоне 1964/1965;
- Созданы клубы:
  - «ГКС Катовице»;
  - «Ингольштадт»;
  - «Нарфи»;
  - «Саскатун Блейдз»;

### Шахматы
- Межзональный турнир по шахматам 1964;
- Турнир претенденток по шахматам 1964;
- Шахматная олимпиада 1964;

## Формула-1 в сезоне 1964
- Гран-при Австрии 1964 года;
- Гран-при Бельгии 1964 года;
- Гран-при Великобритании 1964 года;
- Гран-при Германии 1964 года;
- Гран-при Италии 1964 года;
- Гран-при Мексики 1964 года;
- Гран-при Монако 1964 года;
- Гран-при Нидерландов 1964 года;
- Гран-при США 1964 года;
- Гран-при Франции 1964 года;

## Персоналии

### Родились
- 17 января — Бисолт Дециев, советский, казахский и киргизский борец классического стиля чеченского происхождения;
- 23 февраля — Башир Вараев, советский дзюдоист, четырёхкратный чемпион СССР, четырёхкратный чемпион Европы, обладатель Кубка мира, бронзовый призёр Олимпиады в Сеуле, Заслуженный мастер спорта СССР;
- 4 декабря — Аслаудин Абаев, советский борец классического стиля.